# Nome du Dressoir oriental

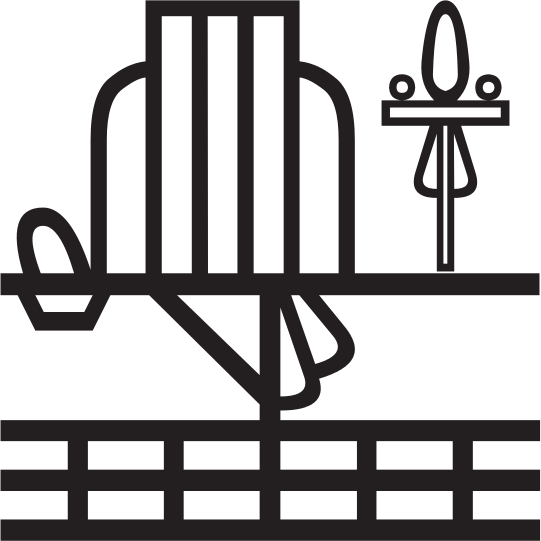
Hiéroglyphe symbole du Nome.

Le nome du Dressoir oriental (ḫnt jȝb) ou nome de l'Orient (jȝb.t) est l'un des 42 nomes (division administrative) de l'Égypte antique. C'est l'un des vingt nomes de la Basse-Égypte et il porte le numéro quatorze.

## Géographie
Ce nome faisait plus de trente-deux kilomètres de long selon la liste des nomes de Sésostris Ier. Le nome se trouvait en aval du nome du Sceptre intact puis, à partir du Nouvel Empire, du nome de l'Enfant royal, puis, à partir de la Troisième Période intermédiaire, du nome inférieur de l'Enfant royal, à l'extrémité nord-est du Delta,. Le nome était entouré à l'ouest du nome du Dauphin puis du nome inférieur de l'Enfant royal, tandis que l'ouest était occupé par le désert qui menait à la Palestine ; le nord du nome bordait la mer Méditerranée.
Du fait de sa proximité avec la Palestine, ce nome a toujours servi à la fois de ligne de défense contre les invasions et de lieu de départ pour les expéditions militaires vers cette région. On peut notamment mentionner les sites de Tell Heboua (Tjarou) et d'El Qantara pendant le Nouvel Empire.

## Histoire
Le nome est habité depuis les temps les plus anciens, comme l'atteste les sites prédynastique et archaïque de Minshat Abou Omar et Tell Ibrahim Awad. Il est à noter que le nome semble avoir été divisé en deux pendant l'Ancien Empire en un nome de l'Orient postérieur (jȝbty pḥ(ty)) et un nome de l'Orient antérieur (jȝbty ḫnt(y)).
Le territoire du nome prit de l'importance pendant le Moyen Empire avec l'installation d'une résidence royale sous Amenemhat Ier à Avaris, même si la capitale du nome semble être la ville de Hout-Bénou selon la liste des nomes de Sésostris Ier. Par la suite, ce même site devint la capitale des Hyksôs pendant la Deuxième Période intermédiaire.  Si le site d'Avaris continua d'être occupé pendant la XVIIIe dynastie, c'est surtout pendant l'époque ramesside que le nome reprit de l'importance avec le développement de la nouvelle capitale Pi-Ramsès située immédiatement à côté d'Avaris, d'où les ramessides de la XIXe dynastie sont originaires.
Au tournant des XXe et XXIe dynasties, la capitale de Pi-Ramsès est déplacée à Tanis qui devient ainsi la nouvelle capitale. Cette ville le restera tout au long de la Troisième Période intermédiaire, notamment sous les XXIe puis XXIIe dynasties. Le nome, comme celui de la ville de Bubastis, était notamment dirigé par Osorkon IV pendant la guerre de conquête de Piânkhy, et par Pétoubastis pendant les guerres koushito-assyriennes de Taharqa puis Tanoutamon d'une part et Assurbanipal d'autre part.
À partir de la Basse Époque, la capitale du nome semble être Tjarou, la Silé des Grecs,.

## Divinités locales

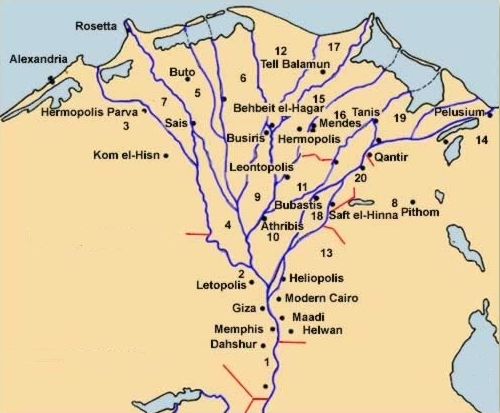
Les nomes de Basse-Égypte

Le dieu principal du nome était Seth.
À Tanis, le dieu principal était Amon-Rê.
Sur le site d'El Qantara, le temple était dédié au principales divinités de la ville : Horus, Ouadjet, Rê-Horakhty et Atoum. 
L'ancienne ville de de Tjarou était aussi dédié à Benou, héron lié à Atoum et Rê.

## Lieux principaux
Les frontières du nome ont changé avec le temps, les villes citées ci-dessous ont été identifiées comme faisant partie du nome dans ses frontières ptolémaïques.
- Tell Heboua (Tjarou)
  - Tell el-Heir
  - Tell el-Borg
  - Tell Abyad
  - Tell Abou Seifa (nécropole)
- El Qantara
- Taphnis
- Péluse
- Héracléopolis Parva (= Sethroë ?)
- Minshat Abou Omar
- Tell Ibrahim Awad
- Tanis[22] (ou nome inférieur de l'Enfant royal[23])
- Avaris[2] (ou nome inférieur de l'Enfant royal[24])
- Pi-Ramsès[2] (ou nome inférieur de l'Enfant royal[25])